# ناصرالدین

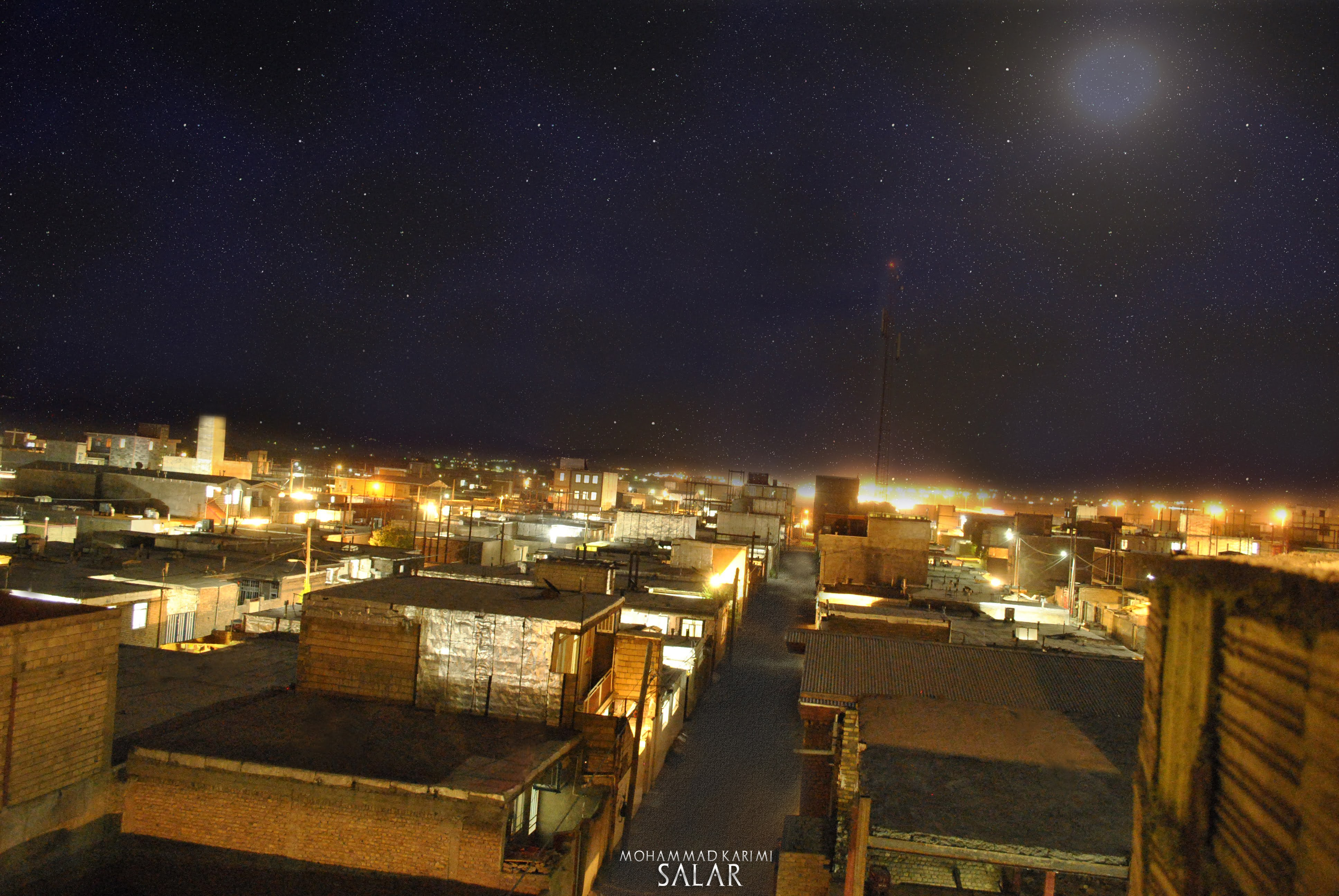
ناصرالدین

ناصرالدین (دورود)، منطقه ای از توابع بخش مرکزی شهرستان دورود در استان لرستان ایران است.
این منطقه یکی از بزرگترین محله‌های شهر دورود است. جمعیت آن سال‌های اخیر درحال رشد است به طوری که بیشتر زمین‌های کشاورزی این منطقه مسکونی شده است. ناصرالدین دارای آب و هوای کوهستانی زمین دشتی صاف و همواری دارد این ویژگی افراد زیادی را جهت سکونت جذب کرده است. از طریق جاده ناصرالدین به روستا‌ها و امام‌زاده‌های اطراف (امامزاده  پیر خلیل) دسترسی داشت و به همین دلیل  این منطقه در مناسبت‌های مذهبی و جشن‌ها بیشترین شلوغی و ترافیک را در خود جای داده است. ناصرالدین درگذشته جز دهستان ژان بود اما در تاریخ  ۱۳۸۸/۰۶/۰۸ بصورت منفصل و از سال ۱۳۹۴ بصورت متصل به یکی از محله‌های دورود ملحق شد.

## جمعیت
این منطقه در دهستان ژان قرار دارد و براساس سرشماری مرکز آمار ایران در سال ۱۳۸۵، جمعیت آن ۴۰۶۳۶نفر (۷۷۲۳خانوار) بوده‌است.